# ホロホロチョウ
ホロホロチョウ（ほろほろ鳥、珠鶏、英: Guinea fowl、学名：Numida meleagris）は、キジ目ホロホロチョウ科ホロホロチョウ属に分類される鳥類。本種のみでホロホロチョウ属を形成する。西アフリカ原産。属名のNumidaは北アフリカの古代王国ヌミディアに由来する。種小名のN.meleagrisはホロホロチョウを意味するギリシャ語で、ギリシャ神話の英雄メレアグロスに由来する。

## 分布
アンゴラ、イエメン、ウガンダ、エチオピア、エリトリア、ガーナ、ガボン、カメルーン、ガンビア、ギアナ、ギニアビサウ、ケニア、コートジボワール、コンゴ共和国、コンゴ民主共和国、ザンビア、シエラレオネ、ジンバブエ、スーダン、スワジランド、赤道ギニア、セネガル、ソマリア、タンザニア、チャド、中央アフリカ共和国、トーゴ、ナイジェリア、ナミビア、ニジェール、ベナン、ボツワナ、ブルキナファソ、ブルンジ、マラウイ、マリ共和国、南アフリカ共和国、モザンビーク、モロッコ、リベリア、ルワンダ、レソト

## 形態
全長53cm。胴体は黒い羽毛に覆われ白い斑点が入る。
頭部に羽毛はなく、ケラチン質に覆われた骨質の突起がある。また咽頭部には赤や青の肉垂がある。雌雄はよく似ているが、肉垂と頭部の突起は雄の方が大きい。
家畜化されたホロホロチョウの羽色は、白、茶色、灰色など様々である。

## 生態
草原や開けた森林等に生息する。地表棲だが、抱卵中のメスを除いて夜間は樹上で眠る。群れを形成して生活し、2,000羽以上もの大規模な群れが確認されたこともある。横一列になって採食を行ったり、雛を囲んだり天敵から遠ざけるような形態をとることもある。繁殖期になるとオスは縄張りを持ち、群れは離散する。危険を感じると警戒音をあげたり走って逃げるが、短距離であれば飛翔することもできる。和名は江戸時代にオランダ船により持ち込まれたときに使われていた名称である「ポルポラート」が由来と考えられている。
食性は雑食で、昆虫類、節足動物、甲殻類、果実、種子等を食べる。
繁殖形態は卵生で、地面を掘り落ち葉や草等を敷いた巣を作り卵を産む。繁殖期になるとオス同士が追いかけあったり争う。メスのみが抱卵を行い、オスはその間別のメスと交尾を行う。雛の世話は雌雄とも行う。

## 卵

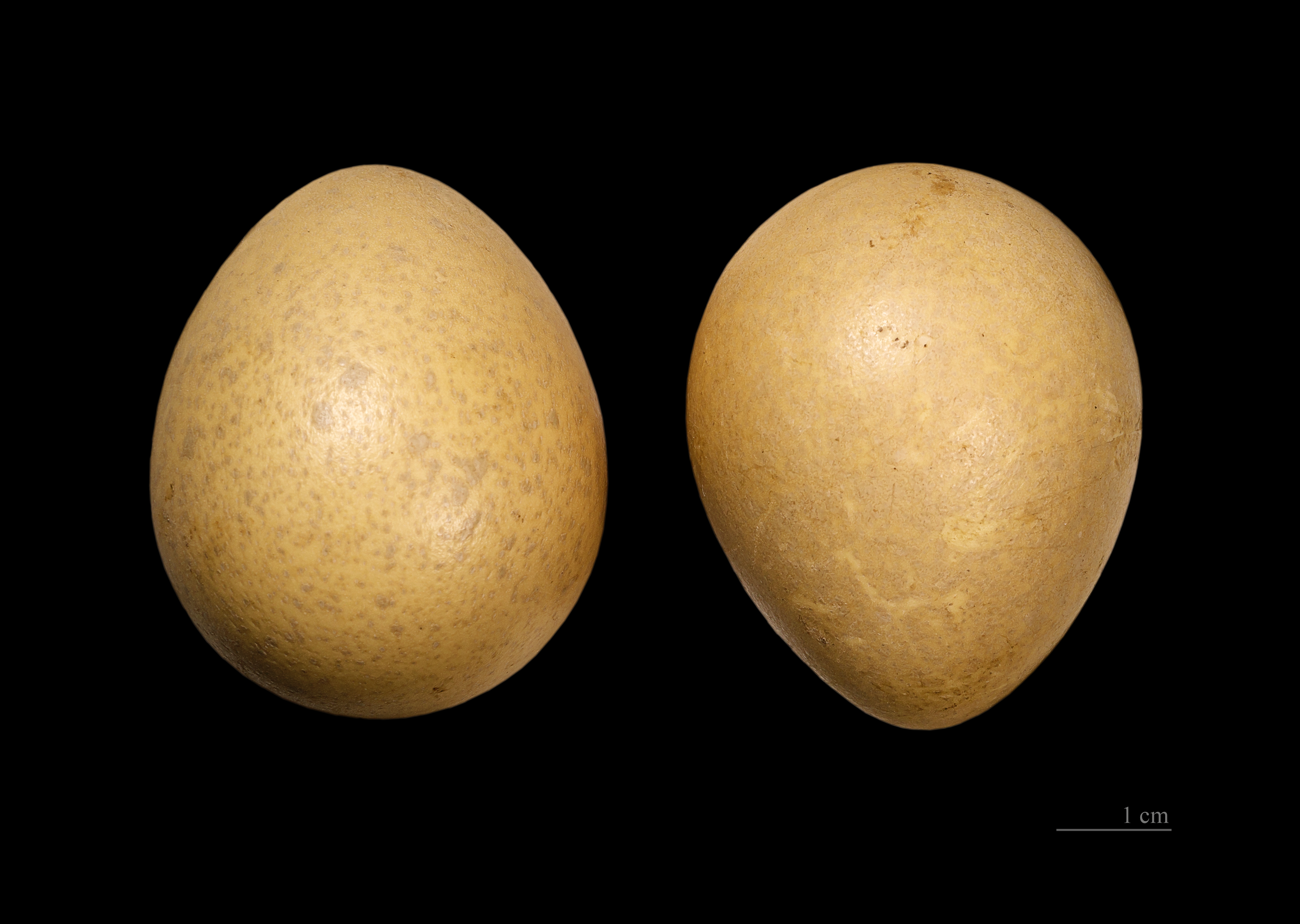
Numida meleagris

ホロホロチョウ卵の特徴として、卵殻が厚いこと、卵白量が少なく卵黄比が高いこと、カラザが見えにくいことなどが挙げられる。
栄養的には卵黄の脂肪分が鶏卵より高く、レイン酸やリノレン酸などの不飽和脂肪酸の含有量が多い、卵黄中のコレステロール含量が鶏卵より少ないといった特徴がある。

## 人間との関係
肉生産や卵生産のため家禽（肉用家禽または卵用家禽）として飼育される。ホロホロチョウ科の構成種の総称であるGuineafowl（「ギニアの鳥またはニワトリ」の意、メスの場合は「ギニアのめん鳥」の意の"Guineahen"）は家禽の原種である本種がアフリカ西部（ギニア湾）産であることに由来する。
肉用家禽としては、フランスやイタリアではよく食されており、東欧でも生産量が多い。日本では比較的入手が難しく、高級料理で提供されたり、燻製に加工して販売される。
家禽としてのホロホロチョウは、神経質な上に、寒さに弱いなど扱いに難しい部分もあるが、一方で病気には非常に強く、薬を使わなくても丈夫に育つという利点もある。強健でニューカッスル病や黒頭病などへの耐性も強い。

### 日本国内における飼育状況
日本国内でも飼育を試みる研究機関・農家が和歌山県や岩手県の牧場や鹿児島県の南東に位置する与論島など、数地点存在する。しかし、繁殖には熱帯的な夏季の気候を要し、けたたましい鳴き声やショックに弱いことなどから、現時点では広い敷地が必要などの特性がある。また、日本人向けの料理としては今のところ、焼き鳥、たたきなどに限られるなどレパートリーの開発が進んでおらず、ベンチャービジネスの素材としてしばしば脚光を浴びるものの、一般的に普及するには至っていない。しかし近年、鹿児島県の与論島では完全国内畜産内生産が行えるようになり、卵や缶詰などの精肉以外でもお中元などで一般人向けに販売を始めている。和歌山県農林水産総合技術センター畜産試験場・養鶏研究所は、全国で唯一ホロホロチョウの飼養研究を行う畜産試験場である。

## 画像

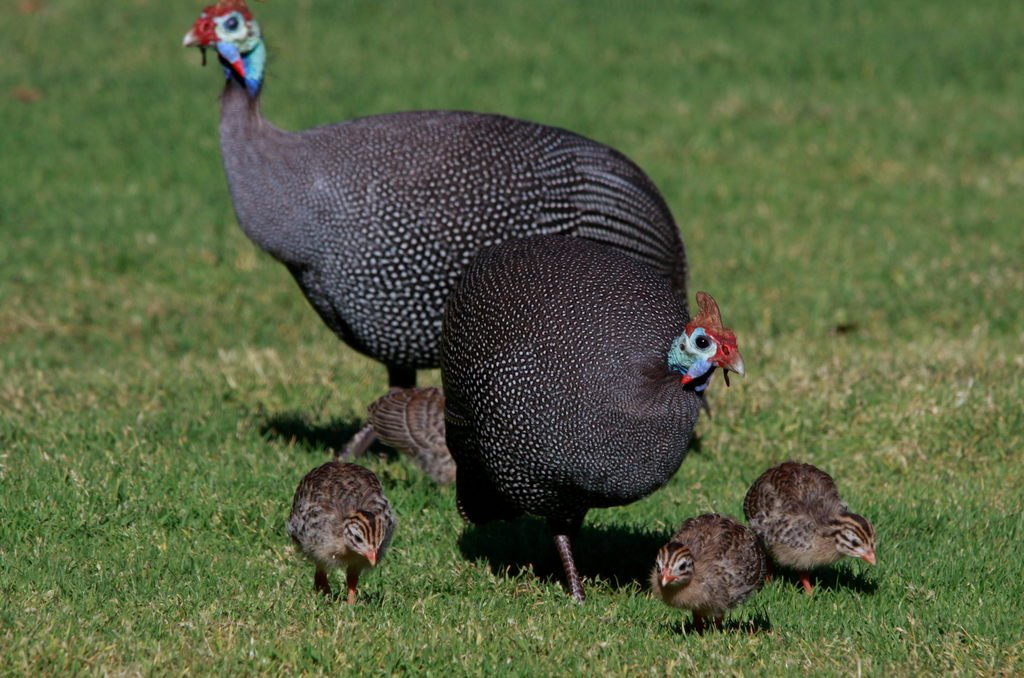
つがいと雛
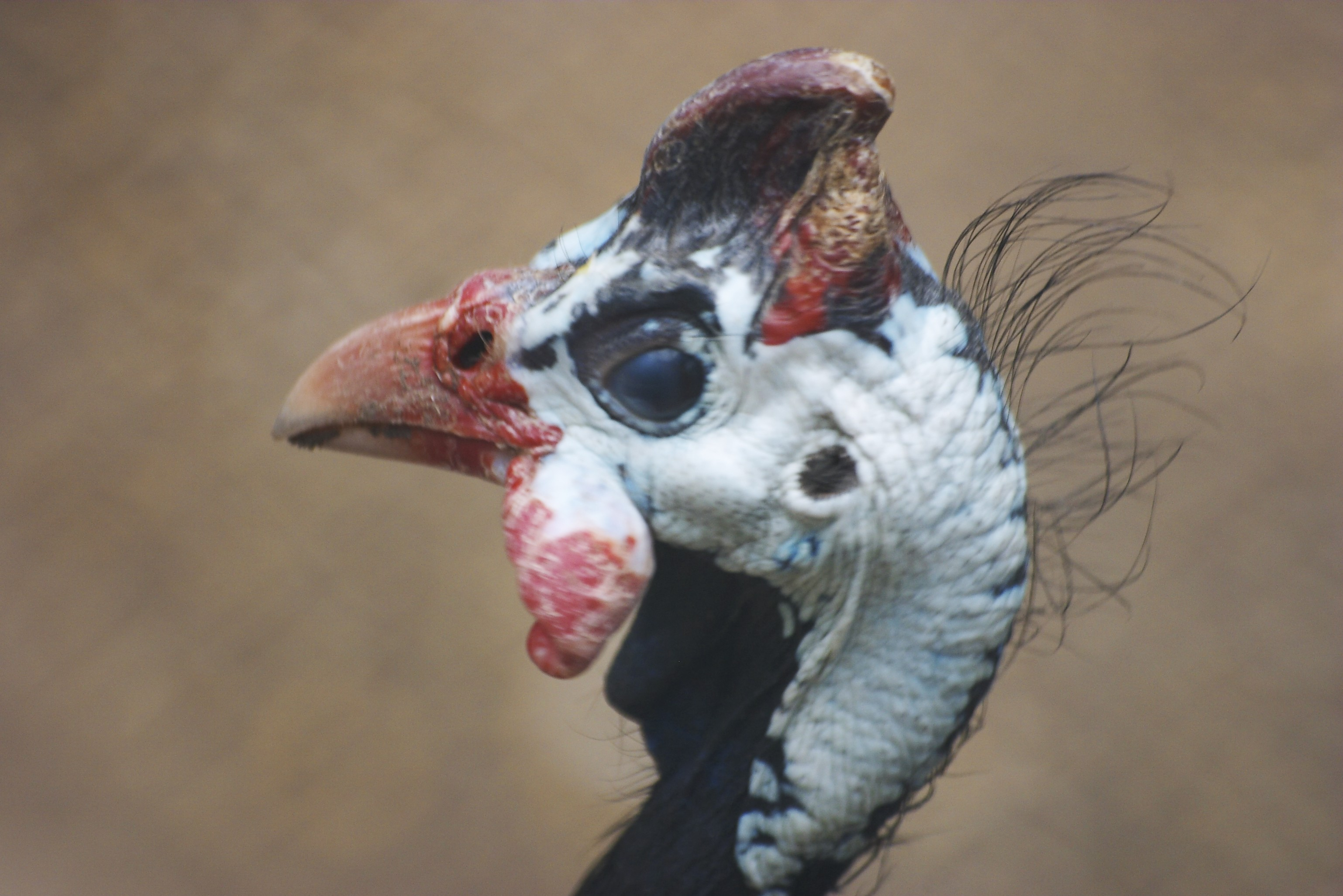
家畜種の頭部
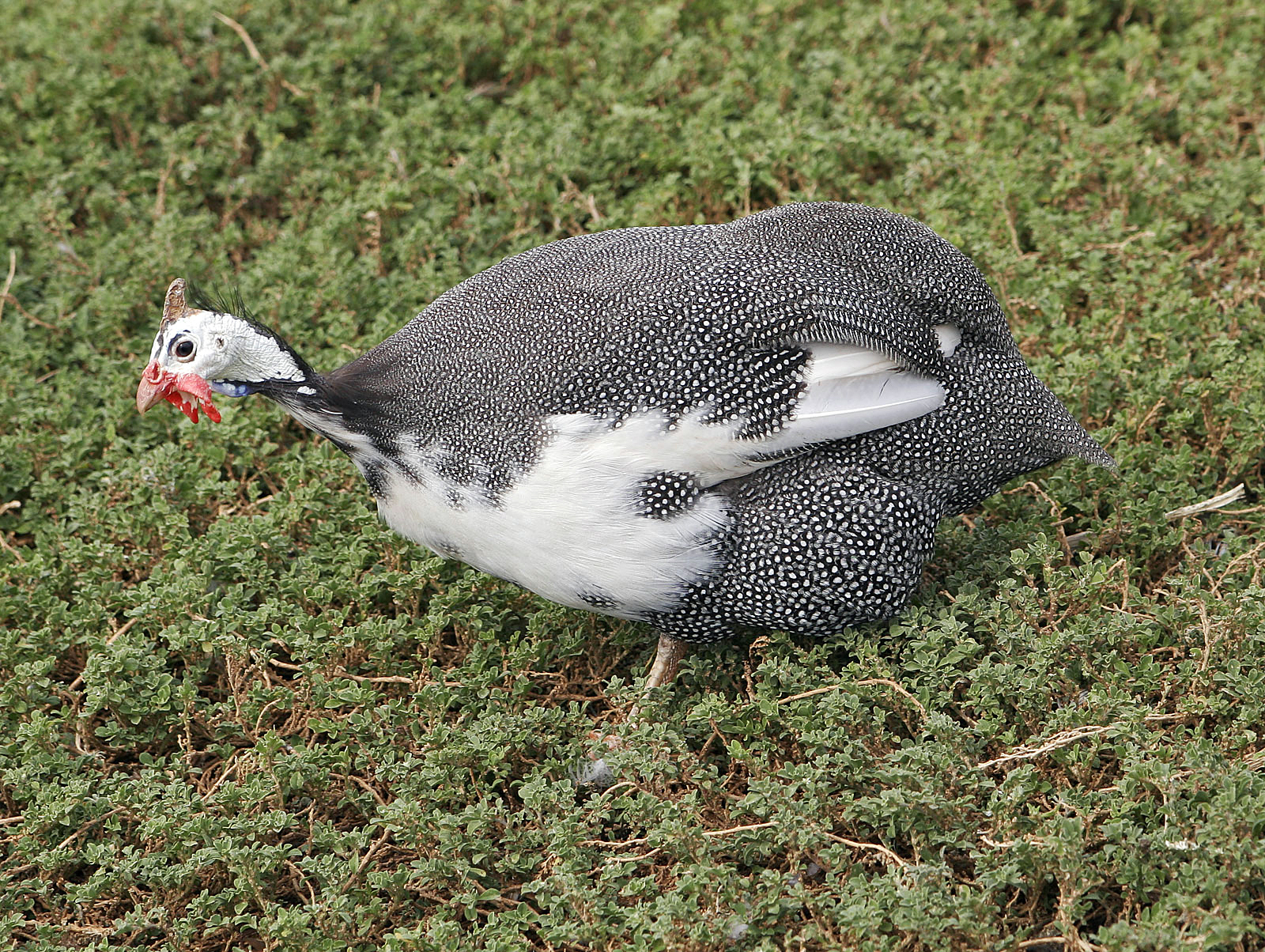
家畜種